# برصیصا
بَرصیصا در روایتهای اسلامی از عابدان بنی اسراییلی بود که بعد از ۷۰ سال عبادت خداوند ، تسلیم وسوسه‌های شیطان شد و ابتدا به زنی تجاوز کرد و پس از آگاهی از بارداری آن زن، او را به قتل رساند و سرانجام خدا را انکار کرد.

## سرگذشت
سه برادر که قصد رفتن به سفری را دارند مراقبت از خواهر خود را به برصیصا ، زاهدی هفتاد ساله ، می‌سپارند. با وسوسه شیطان برصیصا زن را اغوا می‌کند و زمانی که برصیصا در می‌یابد که زن باردار شده است او را کشته و برای پنهان نمودن گناهش دفن می‌کند. اما شیطان قتل زن را بر برادرانش آشکار می‌سازد و برصیصای مستأصل دوباره رو به شیطان می‌آورد و به امید نجات خویش خداوند را انکار می‌کند..

## ریشه تاریخی برصیصا
داستان این عابد گوشه‌نشین که فاقد نام است و به طرق مختلفی به عنوان عابد یهودی یا راهب مسیحی توصیف شده است، اولین بار در تفسیر طبری در اوایل قرن دهم میلادی دیده می‌شود. در سال ۹۸۵ میلادی نویسنده‌ای نام وی را برصیصا عنوان کرد که نامی آرامی است و به معنای «مردی با کسوت کاهنانه» می‌باشد. عناصر این داستان در داستانهای فولکلور قبطی دیده می‌شود و در دنیای اسلام به اشکال مختلف بازسازی شده است.

## برصیصا در تفاسیر اسلامی
ابن کثیر برصیصا را از عابدان و راهبان بدفرجام بنی‌اسرائیل می‌داند. براساس نظر برخی مفسران ، مقصود از انسان کافر در آیه ۱۶ سوره حشر برصیصا دانسته شده که پس از عمری عبادت، در پی فریب شیطان به زنی که برای شفا نزدش آورده بودند تجاوز و پس از اطلاع از باردار شدن وی او را کشت و چون بر چوبه دار قرار گرفت، دعوت شیطان را برای نجات خویش در برابر سجده بر او پذیرفت و از دوزخیان شد.
آیه 16 سوره ی حشر:
- ((کَمَثَلِ الشَّیْطَانِ إِذْ قَالَ لِلْإِنسَانِ اکْفُرْ فَلَمَّا کَفَرَ قَالَ إِنِّی بَرِیءٌ مِّنکَ إِنِّی أَخَافُ اللَّهَ رَبَّ الْعَالَمِینَ))[۵]
- ترجمه:(این منافقان) در مثل مانند شیطانند که انسان را گفت: به خدا کافر شو، پس از آنکه آدمی کافر شد بدو گوید: از تو بیزارم، که من از پروردگار عالمیان سخت می‌ترسم.[۶]

## برصیصا در ادبیات مغرب‌زمین
در قرن هجدهم این افسانه به انگلستان راه یافت و دست‌مایه رمان راهب اثر گرگوری لویس گردید...